# 丝毛芦
丝毛芦（学名：Phragmites karka var. cinctus）为禾本科芦苇属下的一个变种。

## 扩展阅读
- 維基物種上的相關：丝毛芦